# Equus capensis
Espèce
Equus capensis est une espèce fossile d'équidés qui vivaient en Afrique du Sud au Pléistocène.

## Description
La taille d’Equus capensis est estimée, selon les méthodes de calcul, entre 137 et 159 cm pour une masse d'environ 450 kg.

## Systématique
Le nom valide complet (avec auteur) de ce taxon est Equus capensis (Broom, 1909).
L'espèce a été initialement classée dans le genre Hippotigris sous le protonyme Hippotigris capensis (Broom, 1909),.
Equus capensis a pour synonyme :
- Hippotigris capensis (Broom, 1909)

### Étymologie
Son épithète spécifique, composée de cap et du suffixe latin -ensis, « qui vit dans, qui habite », lui a été donnée en référence à sa localité type, la colonie du Cap (qui fait désormais partie de l'Afrique du Sud). 

### Publication originale
- (en) R. Broom, « On evidence of a large horse recently extinct in South Africa », Annals of the South African Museum, Afrique du Sud, vol. 7,‎ 1909, p. 281-282 (ISSN 0303-2515, lire en ligne, consulté le 20 juin 2025).